# Begusarai
Begusarai é uma cidade e um município no distrito de Begusarai, no estado indiano de Bihar.

## Geografia
Begusarai está localizada a 25° 25′ N, 86° 08′ L. Tem uma altitude média de 41 metros (134 pés).

## Demografia
Segundo o censo de 2001, Begusarai tinha uma população de 93 378 habitantes. Os indivíduos do sexo masculino constituem 53% da população e os do sexo feminino 47%. Begusarai tem uma taxa de literacia de 65%, superior à média nacional de 59,5%; com 59% para o sexo masculino e 41% para o sexo feminino. 15% da população está abaixo dos 6 anos de idade.